# Dušan Štraus
Dušan Štraus (* 12. srpna 1959 Prešov) je slovenský výtvarník, pedagog, podnikatel (společník cestovní kanceláře), spisovatel a profesionální fotograf žijící od roku 2015 v Praze. Svoje osobní zkušenosti s 23 let trvajícím pobytem v duchovním společenství (jako aktivní člen Sri Chinmoy Centre) vtělil do autobiografického románu nazvaného Se slonem na zádech (So slonom na pleciach).

## Život

### Rodinné zázemí a studia
Dušan Štraus se narodil 12. srpna 1959 v Prešově do ateistické učitelské rodiny. Jeho milujícím, ale autoritativním otcem byl vysokoškolský pedagog a literární vědec, profesor PhDr. František Štraus, Csc. (1933–2008). Jeho matkou byla učitelka na prvním stupni základní školy Irena Štrausová. Dušan má ještě dva mladší bratry. Středoškolská studia absolvoval Dušan Štraus na gymnáziu a dále pokračoval (v letech 1978 až 1983) ve vysokoškolském studiu slovenského jazyka a výtvarné výchovy na Pedagogické fakultě UPJŠ v Prešově. Do Bratislavy za prací odešel Dušan Štraus ke konci roku 1988. O dva roky později (v roce 1990) se do Bratislavy přestěhoval spolu s celou svojí rodinou.

### Výtvarné působení
Roky 1974 až 1984 byly dobou výtvarných studií a uměleckého hledání, které se v roce 1987 ustálilo (pod vlivem postmoderní malby) do výtvarného projevu: monumentální, tvarově zjednodušená a symbolická tvorba. V roce 1988 byl Dušan Štraus jedním z hlavních organizátorů československé výstavy Prešparty ’88. V roce 1992 začal experimentovat s různými performancemi; uspořádal samostatnou výstavu „Očista“; v Bratislavě v témže roce (1992) zorganizoval československou výstavu Prešparty 1992 (vystavoval tam instalaci s názvem „Ukřižování“). Postupem doby se stal členem několika uměleckých sdružení:
- Slovenská výtvarní unie (členem v letech 1989 až 2015).[2]
- C + S art;
- Spolok C+S Art;
- Výtvarné štúdio.[1]

### Členem Sri Chinmoy Centre

#### Počátky v SCC

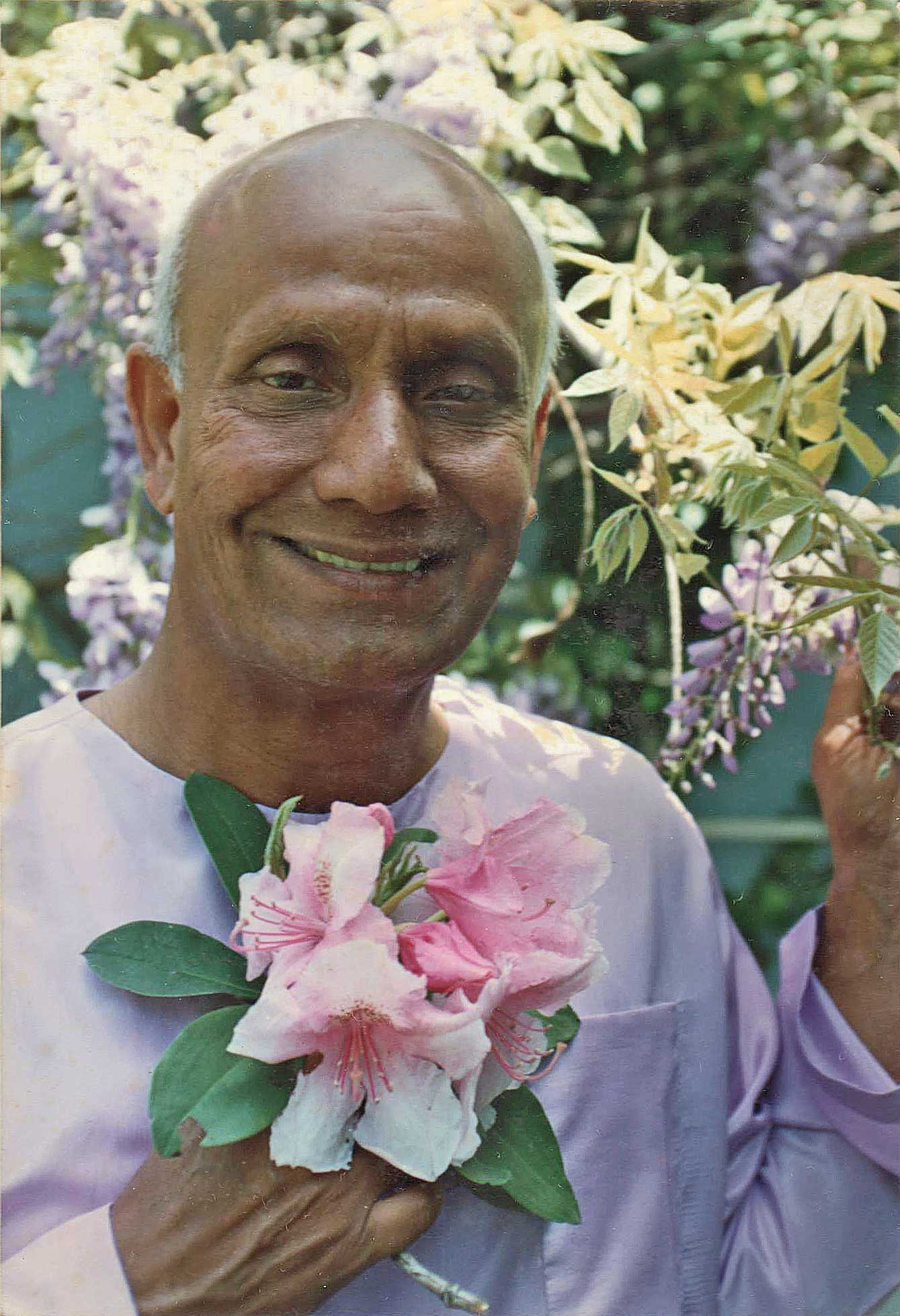
Šrí Činmoj (rok 1990) přibližně v době, kdy se Dušan Štraus stal (v roce 1992) jeho žákem

Cesta Dušana Štrause do náboženského společenství Šrí Činmoje vedla přes umění, kdy ve 2. polovině 80. let 20. století začal experimentovat s různými styly maleb a zaujal jej postmoderní postup. Ten v té době pronikl i na Slovensko a prostřednictvím starověkých staveb a hvězdárny v Indii se ateisticky vychovávaný D. Štraus začal zajímat o indickou filozofii s jejíž pomocí hodlal do svých výtvarných děl zakomponovat hlubší poselství a také „produchovnit“ svůj osobní život. Snažil se zodpovědět si otázku o smyslu lidského života, začal meditovat (podle knih americké spisovatelky Shakti Gawain (1948–2018)) a na jedné akci (slibující kurz meditace zdarma) dostal přímý kontakt na duchovní komunitu Sri Chinmoy Centre (SCC). Aby se mu dostalo odpovědí na jeho otázky, musel se stát žákem Šrí Činmoje, vyplnit přihlášku a ve 33 letech byl do společenství přijat. Již od samého počátku svého členství se Štraus nechtěl fixovat jen na jednoho duchovního učitele, ale posléze se přizpůsobil poměrům v jeho náboženském společenství, meditoval s ostatními jeho stoupenci a v osobě Šrí Činmoje začal spatřovat jedinečnou duchovní bytost.

#### Vnější aktivity a úspěchy v SCC

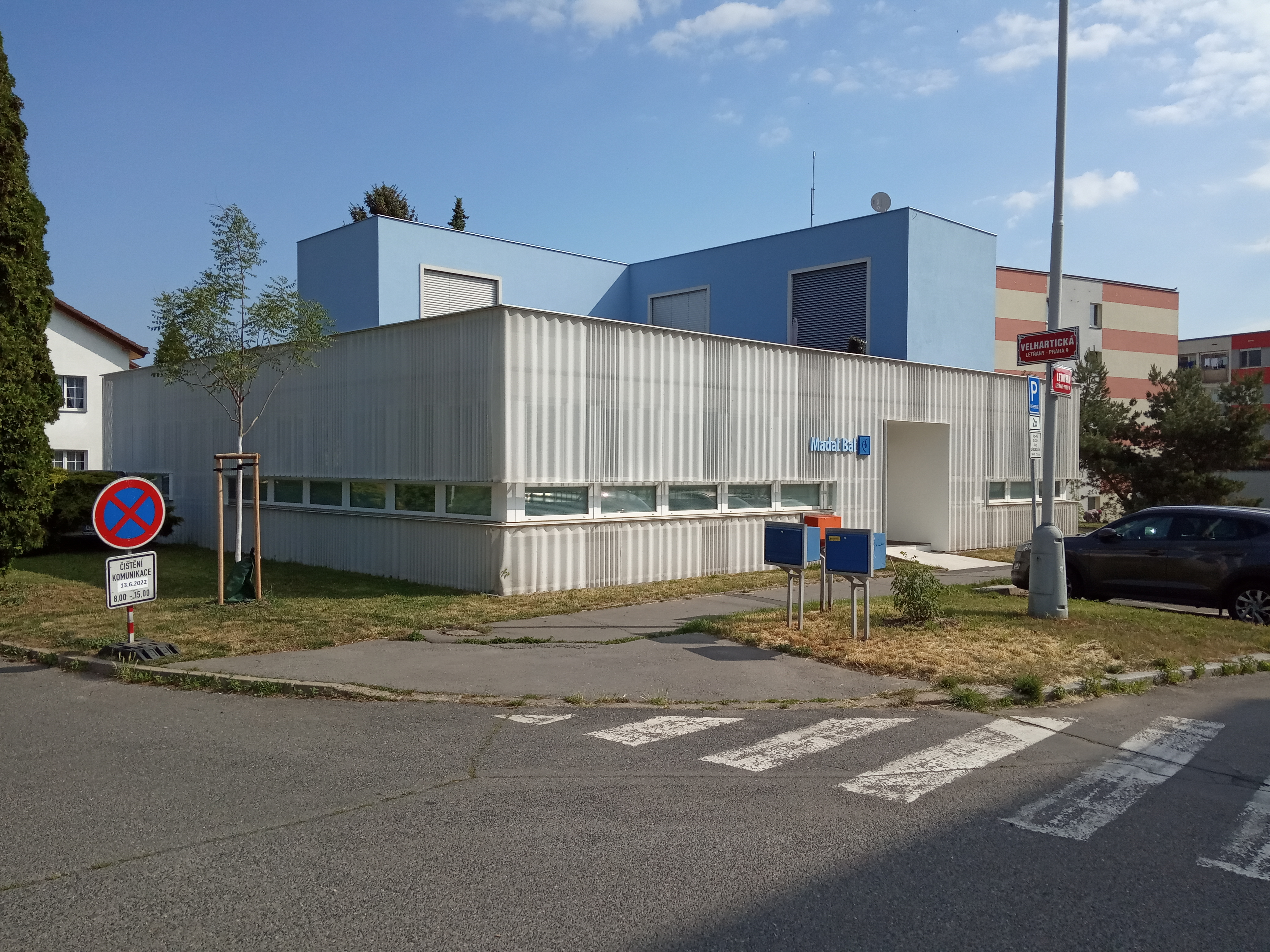
Budova nadnárodního holdingu – akciové společnosti Madal Bal v pražských Letňanech

Aktivním členem náboženského společenství Sri Chinmoy Centre se Dušan Štraus stal koncem října 1992 a postupně se propracoval na pozici velmi váženého člena tohoto hnutí jak na Slovensku, tak i v rámci střední Evropy. Od té doby se začal věnovat duchovní hudbě svého gurua, také filmu a divadlu, zatímco ke své výtvarné tvorbě (malbě) se vracel jen občas. Firmu Asteja věnující se nákupu a prodeji železářského zboží, kde pracovali jen a pouze žáci Šrí Činmoje, založil v roce 1994, ale ještě koncem roku 1994 ji transformoval na obchodní firmu. Ta se jmenuje Madal Bal (jedna ze sítě tzv. božských podniků Šrí Činmojových stoupenců) a je vlastněna rakouskou společností stejného jména, jež je tvořena žáky Šrí Činmoje. Dušan Štraus – vedoucí bratislavského a také celoslovenského centra Šrí Činmoje (SCC) – se stal na Slovensku jejím ředitelem a od roku 1998 i jednatelem a pracoval pro ni až do června 2015, kdy Sri Chinmoy Centre opustil a veřejně (i ve své knize) označuje hnutí za sektu, kde působí kult osobnosti a kde jsou její členové zbavováni svobody.
V roce 1995 Dušan Štraus uspořádal (částečně i díky tomu, že byl členem Slovenské výtvarné unie) výstavu obrazů Šrí Činmoje v prestižní bratislavské galerii Umělecká beseda (později Umelka). Vlastní hudební skupinu (složenou z žáků Šrí Činmoje) založil Dušan Štraus na přelomu roků 1999/2000. Skupina nesla název Japaka Orchestra a Štraus s ní nahrál 4 hudební CD a natočil několik videoklipů. Ještě během svého členství v SCC začal D. Štraus pravidelně běhat (absolvoval asi 30 maratonských běhů a několik ultramaratonů).
Prostřednictvím abstraktní malby se Dušan Štraus v roce 2009 vrátil zpět k výtvarnému umění, počítačové grafice a fotografování, které završil absolvováním (2013 až 2014) školy pro fotografy. Po ukončení fotografické školy se mu zaměstnáni profesionálního fotografa stalo zdrojem obživy. Kromě toho navázal na předchozí psaní povídek, které rovněž podpořil absolvováním (od roku 2010) několika kurzů tvůrčího psaní.

#### Pocity a osobní život pod vlivem SCC

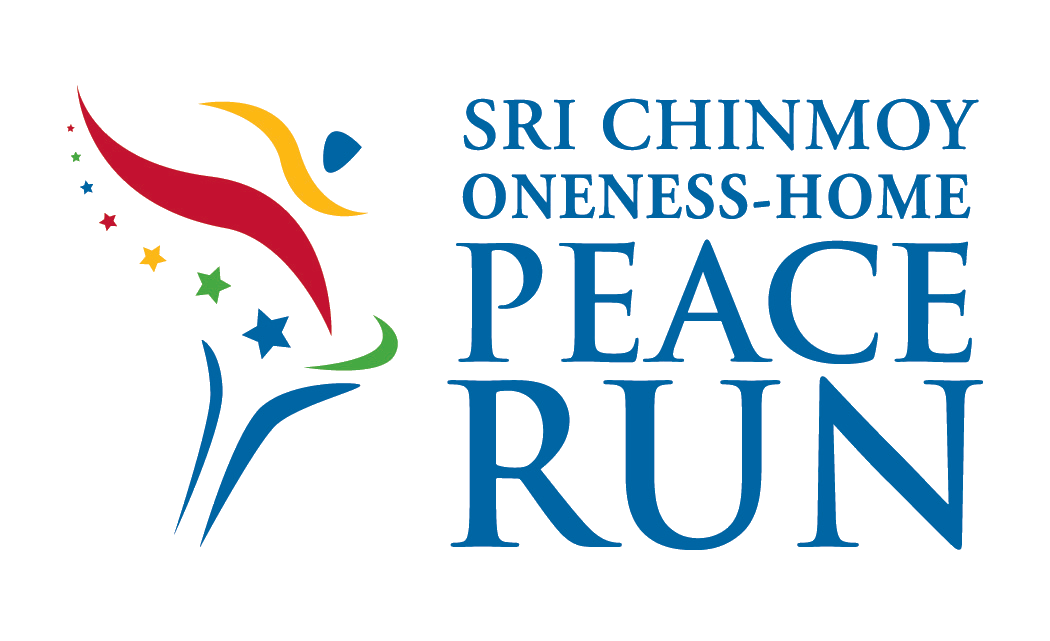
Logo světového Mírového běhu (Peace Run)

Jako žák Mistra musel Dušan Štraus přijmout pravidla chování v osobním životě i ta zavedená v guruových centrech:
- pravidelná denní minimálně 5 minut trvající meditace;
- povinná účast na společné meditaci v centru minimálně 2 x týdně;
- zříci se požívání masa (vegetariánství);
- život v abstinenci (bez alkoholu); nekuřáctví; bez požívání drog;
- nemanželské partnerské vztahy musely být ukončeny nebo převedeny (legalizovány) do manželství, které ale muselo probíhat v celibátu (bez manželského sexu);
- přísný zákaz přístupu na internet.

V době, kdy se Dušan Štraus stal žákem Šrí Činmoje, byl ženat a měl syna. Během jeho členství v SCC se manželství rozpadlo a jeho vztah se synem prošel několik let trvající krizí. Nejinak to bylo i s osobami mimo společenství, např. s dalšími členy rodiny, kteří byli (v případě kritiky gurua) považováni za nepřátele společenství. Dušan Štraus postupně utlumil svoje umělecké působení a to navzdory tomu, že se Šrí Činmoj do role „vícestranného“ umělce (básník, výtvarník, hudebník) sám stylizoval.
Kromě meditace se vliv Šrí Činmoje opíral o tzv. manifestaci, která spočívala v šíření jeho filozofie a myšlenek, a to především díky pořádání různých veřejnosti přístupných akcí. Na nich byl propagován Šrí Činmoj a jeho žáci se jich museli účastnit. Jednou z takových manifestačních akcí byl například světový Mírový běh (Peace Run). Specifickým druhem manifestace bylo setkávání Šrí Činmoje se známými osobnostmi (Michail Gorbačov, Nelson Mandela, Matka Tereza, Václav Havel). Z těchto setkání byly pořizovány profesionální fotografie nebo na nich Šrí Činmoj dostával různá ocenění či čestné tituly, což mělo dokázat jeho výjimečnost coby světové osobnosti. Jeho nejvyšším cílem bylo získat Nobelovu cenu, v čemž mu měl pomoci i realizační tým vybraných a jemu oddaných žáků (Dušan Štraus byl mezi nimi).
V roce 1999 byl Dušan Štraus bezdůvodně (na základě intriky) vyloučen na tři měsíce z duchovního centra Šrí Činmoje, a přišel tak nejen o vazby na své přátele, ale i o práci v Madal Balu (a ekonomický profit z ní). Nakonec tento psychicky velmi traumatizující zážitek skončil a Štraus se mohl vrátit do centra i k práci v Madal Balu. Oddanost ke guruovi následně projevil Štraus tím, že přiměl svého otce, aby Šrí Činmoje nominoval na Nobelovu cenu za literaturu i přes to, že byl k jeho básnické tvorbě velmi kritický. Nobelovu cenu sice Šrí Činmoj neobdržel, ale 15. prosince 1999 přidělil Dušanu Štrausovi duchovní jméno Japaka, díky němuž Štraus postoupil v hierarchii žáků duchovního společenství. Štraus poté založil hudební skupinu s názvem Japaka Orchestra.

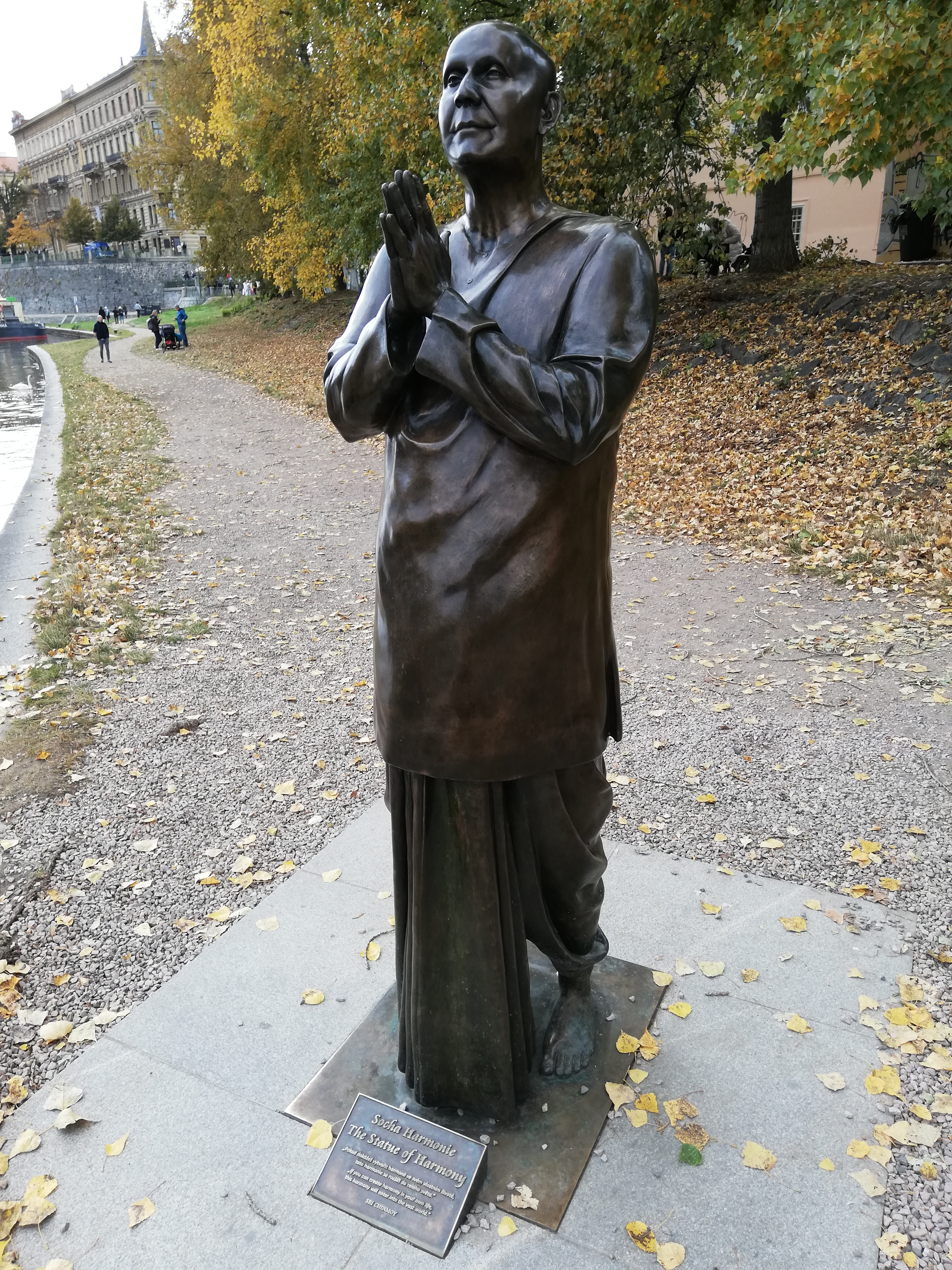
Socha Šrí Činmoje na břehu Vltavy na Kampě v Praze mezi léty 2009 až 2023

V roce 2001 pronikla na internet svědectví několika žákyň o sexuálním zneužívání ze strany Šrí Činmoje a Dušan Štraus tak poprvé vážně zapochyboval o jeho „čistotě“. V roce 2007, po smrti Šrí Činmoje, tyto pochybnosti ještě zesílily a Štraus se rozhodl společenství opustit, což ovšem nebylo snadné. Realizace odchodu trvala několik dalších let a byla podpořena účastí na kurzech tvořivého psaní a osm let trvající prací na knize, jejíž tvorbu Štraus pojal jako terapeutický proces. (Na kurzu tvořivého psaní se Štraus seznámil se svojí stávající manželkou.) V roce 2014 v galerii Umělka v Bratislavě měl po dlouhé době svou další samostatnou výstavu pod názvem Přeměny, kde už na některých fotografiích – autoportrétech přímo manifestuje, že jediným guruem je on sám sobě.[zdroj?]
Pevnost a „dostředivost“ členů SCC si jejich guru dlouhodobě pojišťoval sugestivním tvrzením, že odchodem ze společenství spáchá odpadlík „zločin na své duši“, bude stižen vážnou nemocí a brzy zemře. Navíc s odpadlíkem bude přerušen styk a on tak přijde o své přátele ze společenství, čímž se ocitne v sociální izolaci. Dalším faktorem tak byla i ztráta příjmu plynoucího (ve Štrausově případě) z lukrativního zaměstnání v Madal Balu.

### Po odchodu ze Sri Chinmoy Centre
V červnu 2015 D. Štraus opustil Sri Chinmoy Centre a ještě v témže roce (2015) se přestěhoval do Prahy, kde pracuje jako fotograf a zároveň je společníkem cestovní kanceláře. V roce 2016 se podruhé oženil.[zdroj?] Svůj román s autobiografickými prvky dopsal v roce 2018 (ve slovenštině vyšel v roce 2022) a dal mu titul Se slonem na zádech (So slonom na pleciach).

## Výstavy

### Autorské (neúplný výčet)
- 1988 – Dušan Štraus: Obrazy, Bardejov.[1]
- 1992 - Dušan Štraus: Očista, Bratislava
- 2014 - Dušan Štraus: Přeměny, Bratislava
- 2017 - Dušan Štraus: Hledání vlastní identity, Praha

### Kolektivní (neúplný výčet)
Dušan Štraus vystavoval na více než 40 kolektivních výstavách v galeriích a výstavních síních na Slovensku, Čechách a Německu.
- 1988 – Prešparty '88: Stretnutie československých výtvarníkov, Múzeum SSR (Múzeum Slovenskej republiky rád), Prešov;
- 1992 – Prešparty: Nový sen, Umelecká beseda slovenská, Bratislava;
- 1992 – Prešparty: Nový sen, Nová síň (Nová výstavní síň), Poruba, Ostrava-město;
- 1992 – Prešparty: Nový sen, Staroměstská radnice, Praha;
- 1993 – Art In: Dvojstup, Umelecká beseda Nítry, Nitra;
- 1993 – Art In: Dvojstup, Divadlo Andreja Bagara v Nítre, Nitra;
- 1993 – Art In: Dvojstup, Nitrianska štátna galéria (Ponitrianska galéria), Nitra;
- 1993/1994 – XII. Súčasná slovenská grafika, Štátna galéria v Banskej Bystrici, Banská Bystrica.[1]

## Publikační činnost
- Šárková, Danka + (fotografie: Dušan Štraus). Krkonoše, seznamte se: vrátíme se ve staletí, ať poznají to naše děti. Vydání první. Praha: Anahita, 2022; 170 stran; ISBN 978-80-87740-64-4.
- Štraus, Dušan. So slonom na pleciach. Prvé vydanie. Slovensko, Bratislava: vydavatelství Ikar, 19. dubna 2022; 509 stran; ISBN 978-80-551-8246-9. (Životopisný román)[2][p. 1][5]